# Hans-Joachim Hannemann
Hans-Joachim Hannemann (ur. 5 kwietnia 1915, zm. 6 marca 1989) – niemiecki wioślarz, brązowy medalista olimpijski.
Wystąpił na igrzyskach olimpijskich w Berlinie w 1936, gdzie reprezentanci III Rzeszy w składzie: Alfred Rieck, Helmut Radach, Hans Kuschke, Heinz Kaufmann, Gerd Völs, Werner Loeckle, Hans-Joachim Hannemann, Herbert Schmidt i Wilhelm Mahlow (sternik) zdobyli brązowy medal w ósemkach. W finale o 1 sekundę przegrali z osadą Stanów Zjednoczonych, a o 0,4 sekundy przegrali z Włochami. Był to jego jedyny start olimpijski.
W tej samej konkurencji zdobył ponadto złoty medal na mistrzostwach Europy w Mediolanie (1938).
Wielokrotnie zdobywał mistrzostwo kraju: w 1938 w ósemkach, w dwójkach bez sternika i ósemkach w 1941, w czwórkach ze sternikiem w 1944 oraz w czwórkach bez sternika w 1947. Po zakończeniu II wojny światowej pracował jako trener, działacz sportowy i międzynarodowy sędzia. W latach 1950-1952 był prezydentem klubu RG Wiking Berlin.